# Bur Jamur Atu
Bur Jamur Atu är ett berg i Indonesien.   Det ligger i provinsen Aceh, i den västra delen av landet, 1 500 km nordväst om huvudstaden Jakarta. Toppen på Bur Jamur Atu är 1 517 meter över havet, eller 110 meter över den omgivande terrängen. Bredden vid basen är 1,00 km.
Terrängen runt Bur Jamur Atu är bergig söderut, men norrut är den kuperad.  Trakten runt Bur Jamur Atu är nära nog obefolkad, med mindre än två invånare per kvadratkilometer. I omgivningarna runt Bur Jamur Atu växer i huvudsak städsegrön lövskog.